# Pedro López
 Der er for få eller ingen kildehenvisninger i denne artikel, hvilket er et problem. Du kan hjælpe ved at angive troværdige kilder til de påstande, som fremføres i artiklen.

Pedro Alonso López (født 8. oktober 1948) er en colombiansk seriemorder, beskyldt for at have voldtaget og dræbte mere end 300 piger i sit hjemland, Peru, Ecuador, og muligvis andre lande. Han har fået tilnavnet Monsteret fra Andesbjergene (The Monster of the Andes).
To reporter fra A.P. fra juli 1980 og januar 1981 er bevaret. Den første er en rapport om Lópezs anholdelse og hans tilståelse til at have dræbt 103 piger, herunder 53, hvis organer var blevet fundet. Den anden rapport benævner, at han var blevet dømt for tre mord, og havde tilstået trehundrede seksuellede overgreb og kvælninger.

## Biografi

### Opvækst
Pedro blev født i starten af en borgerkrig, der gennem hans første 10 år tog mere end 200.000 menneskeliv. Pedro blev opfostret af en meget fattig prostitueret mor. Han var den 7. af en børneflok på 13, og Pedro og hans søskende blev ofte slået hårdt. Som bare 8-årig fandt Pedros mor ham gramse og seksuelt mishandle sin søster. Han blev sparket ud, og blev beordret på aldrig at komme tilbage. Efter 2 dage på gaden, blev han fundet af en mand, som tilbød ham mad og et sted og sove. Hans eneste udvej var at svare "ja". Men i stedet for at blive taget til et sted og sove og få noget mad, blev han smidt ind i en forladt bygning, hvor han blev mishandlet flere gange. Efter den barske behandling blev Pedro igen smidt ud på gaden. Efter hans oplevelser med manden, blev Pedro bange for fremmede. Han boede på gaden, og turde kun færdes om natten, hvor han ledte efter mad i skraldespande og lossepladser. Efter at have boet på gaden et år, rejste han til Colombias hovedstad Bogota, hvor han tiggede om mad. Her blev han fundet af et amerikansk ægtepar, som han boede hos et stykke tid. Selvom det gik godt, blev han sendt på børnehjem. Her fik han det godt.

### Ungdom
Efter at have været på børnehjem i et par år, blev han som 12-årig (1963) voldsomt voldtaget af en mandlig lærer. Alle hans dårlige minder kom op igen. Han stjal nogle penge og løb væk fra børnehjemmet. Han stak af til Colombias gader, hvor han endnu en gang levede af at tigge.